# Dorfkirche Liedekahle

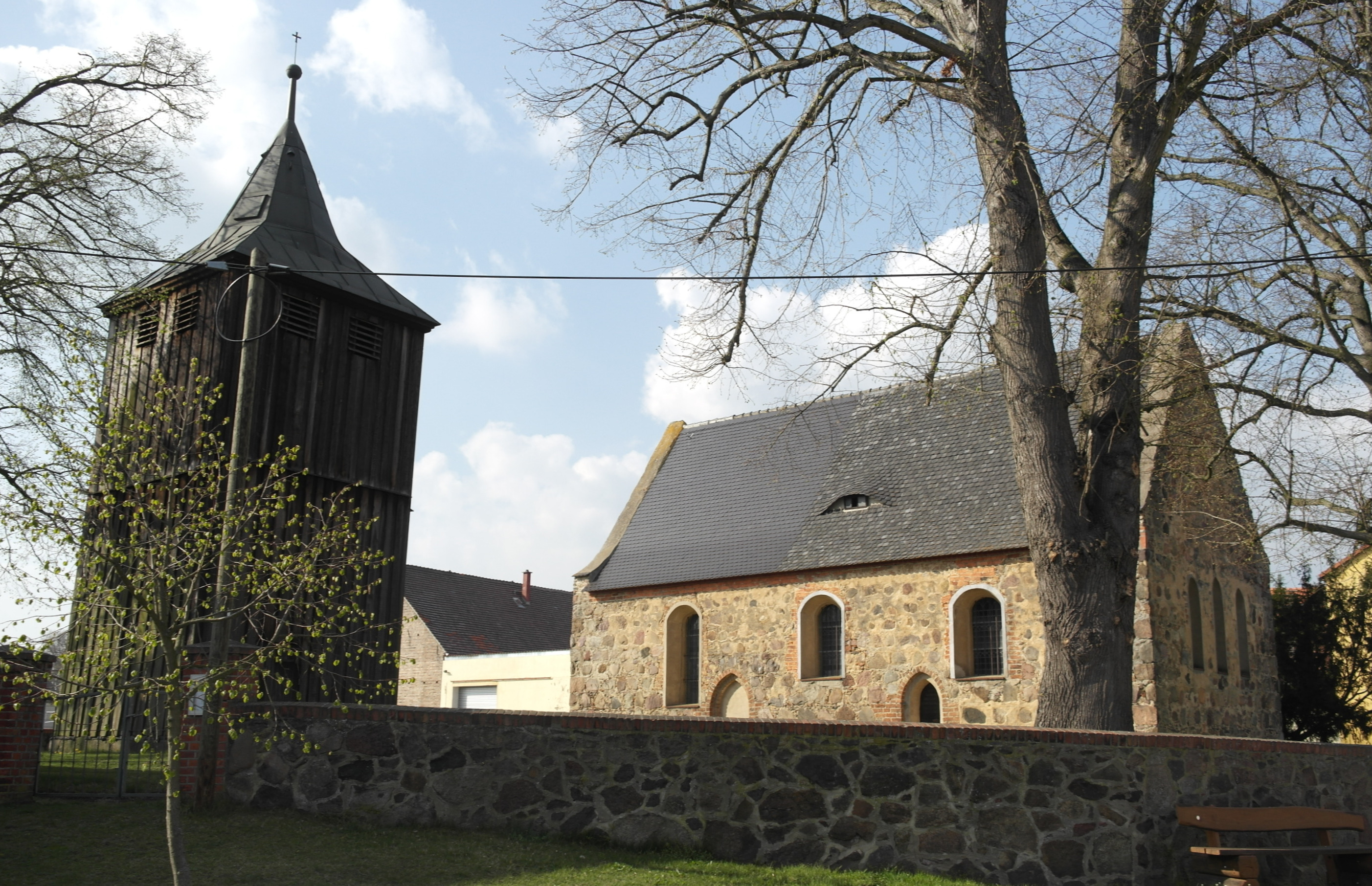
Dorfkirche Liedekahle

Die evangelische Dorfkirche Liedekahle ist eine Feldsteinkirche in Liedekahle, einem bewohnten Gemeindeteil von Görsdorf, einem Ortsteil der Gemeinde Dahmetal im Landkreis Teltow-Fläming in Brandenburg. Die Kirchengemeinde gehört zum Kirchenkreis Zossen-Fläming der Evangelischen Kirche Berlin-Brandenburg-schlesische Oberlausitz.

## Lage
Die Straße Liedekahle zweigt im historischen Ortskern von der in West-Ost-Richtung verlaufenden Landstraße 71 nach Süden hin ab. Die Kirche steht wenige Meter südwestlich dieser Kreuzung auf einem Grundstück, das mit einer Mauer aus unbehauenen und nicht lagig geschichteten Feldsteinen eingefriedet ist.

## Geschichte
Liedekahle wurde erstmals 1356 urkundlich erwähnt. Zu dieser Zeit, in der Mitte des 14. Jahrhunderts, entstand vermutlich auch die Kirche. Sie wurde 1689 durch einen freistehenden, verbretterten Kirchturm ergänzt, nachdem ein Vorgängerbau 1864 abbrannte. Um oder nach 1700 erhielt die Kirche eine einheitliche Kirchenausstattung, die vom Brandenburgischen Landesamt für Denkmalpflege und Archäologischen Landesmuseum (BLDAM) als „sehr stimmungsvoll“ beschrieben wird. Sie geht auf eine Stiftung der Familien derer von Stutterheim und derer von Bredow zurück, die die Geschicke im Ort im 17. und 18. Jahrhundert leiteten.

## Baubeschreibung
Das Bauwerk entstand im Wesentlichen aus Feldsteinen, die wenig behauen und nicht lagig geschichtet wurden. Der Chor ist gerade. Dort ist eine Dreifenstergruppe mit einem leicht überhöhten mittleren Fenster, die aus der Bauzeit stammen dürfte.
Die Nordwand des Kirchenschiffs ist fensterlos. Annegret Gehrmann und Dirk Schumann gehen in ihren Ausführungen im Werk Dorfkirchen in der Niederlausitz: Geschichte, Architektur, Denkmalpflege davon aus, dass damit bereits beim Bau feststand, dass an dieser Seite des Langhauses ein „wandfüllendes, szenisches Gemälde“ vorgesehen war. An der Südwand sind im östlichen Bereich zwei Rundbogenfenster; dazwischen eine spitzbogenförmige Priesterpforte mit einem Gewände aus roten Ziegeln. Westlich ist eine zugesetzte, ein wenig größere Gemeindepforte sowie hiervon wiederum westlich gelegen ein großes Rundbogenfenster. Im Gewände der Gemeindepforte finden sich zahlreiche Schälchen. An der Westwand sind zwei kleine, rechteckige Fenster. Das Schiff trägt ein schlichtes Satteldach mit einer Fledermausgaube im Süden. Südlich des Bauwerks steht ein schlichter, verbretterter Kirchturm. Er hat an jeder Seite zwei querrechteckige Klangarkaden, darüber ein geknicktes Pyramidendach, das mit einer Turmkugel sowie Kreuz abschließt.

## Ausstattung
Das Altarretabel stammt vom Luckauer Maler Christian Zimmermann, der in der Region zahlreiche Werke schuf, beispielsweise in der Dorfkirche Pitschen oder der Dorfkirche Schenkendorf. 1717 war es ein zweigeschossiger Ädikula-Aufbau, das in seiner klassischen Abfolge in der Predella das Abendmahl Jesu, im Altarblatt die Kreuzigung Christi und im Altarauszug die Auferstehung Jesu Christi sowie die Himmelfahrt zeigt. Seitlich sind in geschnitzten Wangen die Wappen der Familie derer von Stutterheim abgebildet.
Oberhalb der schlichten Kanzel von 1865 ist ein reich verzierter Schalldeckel, der von der barocken Vorgängerkanzel stammt. Er ist mit einer bekrönenden Pelikangruppe sowie der Wappen der Familien derer von Stutterheim sowie derer von Montagu versehen. Der Pastoratsstuhl sowie weiteres Gestühl stammen aus dem Anfang des 18. Jahrhunderts. Zur weiteren Kirchenausstattung zählen drei Schnitzfiguren, die vermutlich aus der ersten Hälfte des 15. Jahrhunderts stammen. Sie zeigen zwei weibliche Heilige sowie einen Bischof und werden im Dehio-Handbuch als „qualitätsvoll“ bewertet. Die Bedeutung und Herkunft der Figuren, die an der Südwand hängen, ist nach Angaben des Kirchenführers des Kirchenkreises Zossen-Fläming, bislang nicht geklärt. Neben einer Nordempore befindet sich um Bauwerk eine Westempore. Darauf steht eine Orgel, die Friedrich August Moschütz im Jahr 1846 schuf und ein Vorgängerinstrument aus dem Jahr 1787 ersetzte. 1917 änderte Alexander Schuke einen Teil der Disposition.
Eine Besonderheit stellt ein Taufengel dar. Die rund 1,45 m hohe Figur wird dem Lübbenauer Künstler Tobias Mathias Beyermann, der beispielsweise auch Teile der Kirchenausstattung in der Dorfkirche Rietzneuendorf schuf. Das Werk aus dem Jahr 1717 wurde 1997 restauriert. Dabei wurden die Flügel teilweise ergänzt. Zwar ist die originale Taufschale verloren, doch befindet sich die übrige Figur im originalen Zustand. Er besteht aus einem ein wenig massig wirkenden Körper, der aus mehreren Lindenhölzern zusammengesetzt wurde. Er blickt auf einen Lorbeerkranz mit gelben Blüten, den er in seinen Händen hält. Der Taufengel ist mit drei kurzen Gliederketten befestigt; ein Gegengewicht auf dem Dachboden führt zum Schwebezustand der Figur.
Die Balkendecke ist mit einer Rankenmalerei versehen. Im Turm hängen zwei Glocken aus dem Jahr 1689.